# XHamster
xHamster è un sito web di condivisione video, libero e gratuito, a contenuto pornografico. Rappresenta uno dei siti più visitati al mondo che, a maggio 2014, si trovava alla 55ª posizione nel ranking della Alexa. Con oltre 10 milioni di membri, è il terzo sito di pornografia più popolare su Internet dopo XVideos e Pornhub.
Il sito produce The Sex Factor, una serie TV in cui uomini e donne competono per diventare stelle del porno. Il sito è stato preso di mira nell'ambito di campagne di malvertising e alcuni governi hanno bloccato xHamster nell'ambito di iniziative più ampie contro la pornografia su Internet.

## Storia
All'inizio del 2007, Oleg Netepenko e Dmitri Gussew affaristi russi hanno deciso di creare un nuovo servizio di video per adulti controllato dalla società Wisebits, xHamster, che è stato lanciato il 2 aprile 2007. xHamster è stato concepito come un social network; un portavoce ha affermato che lo schema di organizzazione dei contenuti del sito era destinato a consentire "le persone che volevano chattare, scambiare foto erotiche e condividere video amatoriali, per trovare amici in comune online e forse scoprire partner interessati a relazioni intime". Superando i 10 milioni di membri nel 2015, xHamster è diventato il terzo sito Web di pornografia più popolare, dopo XVideos e Pornhub. Nel maggio 2016, xHamster ha lanciato The Sex Factor, un concorso in cui i concorrenti competono per diventare una porno star.
xHamster ha limitato l'accesso al suo sito e rimosso i contenuti in risposta a problemi politici riguardanti la comunità LGBT e la cultura dello stupro. Il sito ha bloccato gli utenti con indirizzi IP con sede nella Carolina del Nord nell'aprile 2016, dopo che lo stato ha emanato una legge che impediva alle sue contee e città di approvare leggi per proteggere le persone LGBT. In risposta al verdetto del caso di violenza sessuale contro People v. Turner, xHamster istituì una "regola di Brock Turner", che vietava i video che coinvolgono lo stupro, compresi quelli che coinvolgono il sesso con un partner inconscio o un'ipnosi.
Nell'agosto 2016, Alex Hawkins dichiarò che xHamster avrebbe sponsorizzato un viaggio per Brendan Dassey in Wrestlemania. Ha dichiarato: "Siamo lieti di poter realizzare il sogno di questo giovane di andare a Wrestlemania, siamo stati in trattative con la famiglia e sono più che felici che Brendan avrà questa opportunità dopo tanti anni di dolore e ingiustizia."
Nel settembre 2016, Alex Hawkins parlando per xHamster ha confermato di aver acquistato un sex tape che avrebbe interpretato l'attrice americana Alexis Arquette, che è stato messo in vendita da un ex-amante poco dopo la sua morte. xHamster ne ha distrutto tutte le copie, annunciando che "la signora Arquette era un'icona e un'attivista nella comunità trans e non abbiamo potuto vedere qualcuno imbrattare la sua memoria nel modo in cui la festa di vendita stava cercando di fare".
Nel febbraio 2017, xHamster ha tenuto audizioni per il ruolo del presidente degli Stati Uniti Donald Trump, i membri della famiglia di Trump e i membri del gabinetto di Trump. I vincitori reciteranno in parodie pornografiche. Alex Hawkins ha dichiarato: "non c'è altro di cui il pubblico americano abbia bisogno di parodie di contenuti per adulti di qualità per aiutarli a comprendere il panorama in continua evoluzione del loro ramo esecutivo del governo". Nel marzo 2017 John Brutal, del Minnesota, è stato selezionato come concorrente vincitore per eseguire la parte.
Durante l'eclissi solare totale del 21 agosto 2017 xHamster ha registrato una significativa riduzione dell'utilizzo del sito negli Stati Uniti: le città nel raggio di totalità come Nashville, Tennessee, hanno registrato un calo degli spettatori del 43%. Charleston, South Carolina e Portland, Oregon, hanno visto rispettivamente una flessione del 36% e del 35%, risalendo all'85% di aumento a Charleston e al 63% a Portland dopo l'eclissi. Le città al di fuori del percorso della totalità hanno subito un cambiamento meno drastico, con città come New York e Los Angeles, che hanno registrato il 15% di spettatori in meno.
Nel settembre 2017, seguendo i "mi piace" di Twitter dall'account del senatore americano Ted Cruz, xHamster ha scoperto il suo sosia, Searcy Hayes, e gli ha offerto 10000 $ per essere interpretato in un ruolo simile a quello di Ted.

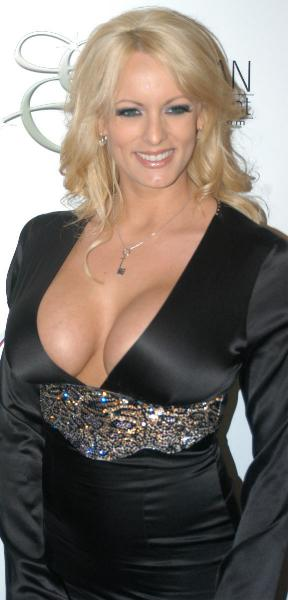
Stormy Daniels è stata la star porno più cercata su xHamster nel primo trimestre del 2018

Stormy Daniels è stata la star porno più cercata su xHamster nel primo trimestre del 2018. Il traffico su xHamster.com è aumentato del 5% negli Stati Uniti e del 7% a Washington DC durante l'intervista di 60 minuti con Anderson Cooper, leader del vicepresidente Alex Hawkins per la conclusione che la società aveva "raramente visto nulla di simile" prima.
Come parte della strategia di marketing, xHamster pubblica sempre più offerte di lavoro a celebrità o persone di interesse pubblico temporaneo. Nel giugno 2018, la rapper australiana Iggy Azalea ha ricevuto un'offerta di lavoro dopo aver pubblicato video di twerking sui suoi account sui social media.

## Sito web
xHamster offre vari video pornografici, foto e storie erotiche raggruppate in categorie per specifici feticci o preferenze sessuali. Gli utenti che caricano contenuti selezionano da una serie di categorie impostate. La categoria più popolare, "dilettante", contrassegna il 30% di tutti i video pubblicati. I caricamenti gay più popolari includono "cazzi grossi" e "bareback" con l'Oregon che ha il minor tempo di visione di porno gay a 1,5 ore a settimana mentre la Virginia Occidentale ha il più alto tasso di visione a 3,3 ore a settimana. La percentuale di utenti di sesso femminile ammonta al 26% con tendenza crescente. Nel 2017, il sito web ha dichiarato un aumento del 2,4% delle donne visitatori con il termine di ricerca più popolare negli Stati Uniti che è "Papà" e "Mamma" in tutto il mondo. In occasione di San Valentino, xHamster ha raccolto dati sulle preferenze di ricerca femminile ordinate per stati USA. In 17 stati su 50, il porno per sole donne è risultato essere la categoria più ricercata. Oltre ai video pre-registrati, gli utenti possono visualizzare flussi live di modelli a pagamento; il modello può interagire con più utenti tramite un servizio di chat online. I modelli possono anche attivare un pulsante "mancia", che consente agli utenti di fornire denaro aggiuntivo ai modelli. La piattaforma ha aggiunto una "Modalità notturna" che attiva il sito in uno sfondo di scarsa luminosità. Dal 2017, xHamster utilizza un modello di intelligenza artificiale che esegue la scansione del materiale sul suo sito Web per indirizzare le preferenze dei singoli utenti. In risposta alla crescente domanda di contenuti tecnologici, xHamster ha creato una piattaforma di realtà virtuale per esplorare le opportunità per le tecniche di realtà virtuale nell'industria del porno.
xHamster contiene anche diverse funzionalità di social network. Gli utenti dispongono di profili dettagliati che incorporano la foto del profilo e il genere, nonché le opere aggiunte al sito. Il contenuto possiede un sistema di commenti e valutazione e gli utenti possono interagire aggiungendo altri come "amici" o iscrivendosi ai contenuti di un altro. Alcune impostazioni sulla privacy consentono agli utenti di rendere visibili varie parti dell'account solo per selezionare persone, filtrare i messaggi privati e bloccare determinate richieste. Gli utenti possono anche verificare la propria identità inviando una foto di se stessi con il proprio nome utente, che conferisce un timbro al proprio profilo.

### HTTPS
Nel gennaio 2017, xHamster è diventato uno dei primi principali siti per adulti a incorporare la crittografia HTTPS. HTTPS consente la privacy, la protezione da malware e l'integrità dello scambio di informazioni. Alex Hawkins ha affermato che uno dei motivi dell'HTTPS è dovuto al fatto che xHamster riceve milioni di visitatori da paesi in cui la pornografia è illegale.

### Sicurezza
Nell'aprile 2013, Conrad Longmore, un ricercatore di sicurezza informatica, ha scoperto che xHamster e PornHub sono stati attaccati con malvertimenti. Nel settembre 2015, xHamster è stato colpito da un altro attacco malvertising insieme a YouPorn e PornHub. TrafficHaus ha riferito che potrebbe essere il risultato di una violazione. Il 28 novembre 2016 sono stati svelati i nomi utente, gli indirizzi e-mail e le password di 380.000 utenti rubati.

### Educazione sessuale
In risposta ai legislatori dello Utah che hanno respinto una proposta di educazione sessuale nel febbraio 2017, xHamster ha iniziato a presentare un pop-up ai visitatori dello Utah, offrendo loro di vedere la serie di educazione sessuale di xHamster "The Box". Il disegno di legge della Camera 215 respinto avrebbe consentito ai genitori di optare per un'educazione sessuale più completa rispetto all'educazione sessuale basata sull'astinenza comune nello Utah, ma si è opposta per incoraggiare il comportamento sessuale e consentire agli adolescenti di insegnare come fare sesso. Lo sponsor del disegno di legge ha criticato la tendenza di lasciare l'educazione sessuale ai siti Web pornografici come xHamster e Pornhub.
Nell'aprile 2017, in risposta alla decisione del presidente Trump di consentire agli stati di negare denaro federale a Planned Parenthood, xHamster ha dichiarato che avrebbe pubblicato sul loro sito informazioni su Planned Parenthood con un pop-up che incoraggiava donazioni all'organizzazione. Il post afferma: "Le star del porno e i dilettanti dipendono da un aumento dei diritti riproduttivi, dall'accesso al controllo delle nascite e dalle proiezioni STI a basso costo e dall'educazione alla salute sessuale non giudicante".

### Censura
xHamster è stato bloccato da vari governi. Nell'agosto 2015, il governo indiano ha ordinato ai fornitori di servizi Internet di bloccare diversi siti, incluso xHamster, ai sensi della legge sull'IT. In Russia, un tribunale locale nella Repubblica del Tatarstan ha decretato un blocco su xHamster e altri siti Web pornografici nell'aprile 2014; la sentenza fu presa un anno dopo a Roskomnadzor, il sorvegliante dei media dello stato.
La legislazione per limitare i siti pornografici include sforzi mirati a ridurre la tratta di esseri umani che possono imporre ai produttori elettronici di installare filtri di contenuto per limitare il materiale "osceno". Ciononostante, le organizzazioni a sostegno della libertà di parola hanno espresso la propria opinione contro gli sforzi per includere siti pornografici come xHamster che hanno rilevato 125 milioni di clic dalla Thailandia e 95 milioni di clic degli utenti in Turchia in cui il sito è vietato.
Altri tentativi di censura hanno le sue basi nella violazione della neutralità della rete, per cui i governi possono limitare la larghezza di banda a varie categorie di Internet. Alex Hawkins di xHamster ha dichiarato: "Come azienda internazionale, vediamo ogni giorno come i governi restrittivi utilizzano strumenti normativi, come la limitazione del traffico, per limitare l'accesso non solo al porno ma al discorso politico".

### Violazione del copyright
Nel 2011, xHamster è stato citato in giudizio da Fraserside Holdings, Ltd., un produttore di film per adulti e una consociata di Private Media Group Inc. Fraserside e Private hanno affermato che xHamster aveva violato i loro diritti d'autore riproducendo copie in streaming dei loro contenuti per adulti su Internet. Fraserside ha portato il caso in Iowa e nel 2012 il giudice Mark Bennett ha scoperto che i tribunali statunitensi non avevano giurisdizione su xHamster perché è una società con sede a Cipro con "nessun ufficio in Iowa, nessun dipendente in Iowa, nessun numero di telefono in Iowa".